# ピアスコ
ピアスコ（伊: Piasco, オック語：Lo Peasc 発音: [luˈpjask]、ルピャスキ）は、イタリア共和国ピエモンテ州クーネオ県にある、人口約2,800人の基礎自治体（コムーネ）。
サルヴィ・ハープの生産で知られる。

## 地理

### 位置・広がり
| 隣接するコムーネは以下の通り。 - コスティリオーレ・サルッツォ - パーニョ - ロッサーナ - ヴェナスカ - ヴェルツオーロ |

#### 地震分類
イタリアの地震リスク階級 (it) では、3s に分類される
。

## 行政

### 分離集落
ピアスコには、以下の分離集落（フラツィオーネ）がある。
- Sant'Antonio, Serravalle